# Evolução da fotossíntese
A fotossíntese ("síntese que usa luz") é um único mecanismo primário de carboxilação feito por plantas e algas  que resulta numa síntese líquida de compostos de carbono na forma de açúcares; Apesar de ser um processo único, o modo de fixação das moléculas de carbono sofreram algumas modificações, tais mudanças garantiram a colonização de diferentes grupos desses organismos para os mais diversos ambientes.
Captação da Luz
A energia luminosa absorvida pelos pigmentos presentes nos organismos fotossintetizantes, é eventualmente estocada como energia química para formar ligações químicas. Esta conversão de energia de uma forma para outra é um processo que depende da transferência de elétrons. A maioria dos pigmentos servem como uma antena, coletando luz e transferindo a energia para os centros de reação. Os pigmentos que absorvem luz na membrana dos tilacoides são arranjados em conjuntos ou feixes funcionais chamados de fotossistemas. Tais estruturas possuem centros de reações, onde a Clorofila a se encontra.
A clorofila se apresenta verde devido a suas faixa de absorção da luz que se da nos comprimentos de onda vermelho e azul e reflete a luz verde (aproximadamente 550 nanometors). 
A clorofila excitada tem diferentes caminhos para esta energia disponível. Ela pode reemitir um fóton e retornar ao seu estado basal (fluorescência); Ou dissipar a energia de excitação em calor, diretamente . Um terceiro processo é a fotoquímica, em que a energia é utilizada para a ocorrência de reações químicas.
Há quatro tipos de clorofilas conhecidas, são elas denominadas A, B, C e D.
A clorofila A é o pigmento fotossintético primário para todas as plantas superiores.
A clorofila B é similar a clorofila A, exceto pelo grupo formil (-CHO) que substitui o grupo metil do anel segundo anel da molécula. 
A clorofila C é encontrada em diatomáceas, dinoflagelados e algas pardas e não possui o fitol.
A clorofila D é encontrada somente em algas vermelhas, é semelhante à clorofila A, porém possui um grupo -O-CHO que substitui um grupo - CH = CH2 no primeiro anel da molécula. 
Apesar de todos os tipos de clorofilas refletirem a luz no tom do verde, as pequenas variações em suas estruturas fazem com que o espectro de absorção seja ligeiramente diferente entre si permitindo uma maior amplitude de absorção no espectro de luz.
Diferenças e Similaridades
Para que as primeiras plantas pudessem ganhar o meio terrestre, mecanismos que evitam a perda de foram desenvolvidos, uma vez que nutrientes e água não encontravam-se mais em abundancia. Estruturas como cutículas, parênquimas, cera, estômato, dentre outras foram desenvolvidas. Tais ganhos tinha como objetivo evitar a perda de água e capacidade de armazenar a mesma, assim como os nutrientes essenciais ao desenvolvimento da planta.
Alterações fisiológicas e bioquímicas também foram importantes, como a própria forma de fazer a fixação do carbono no processo da fotossíntese.
Basicamente todos os organismos fotossintetizantes compartilham o mesmo mecanismo primário de carboxilação, que tem como resultado a síntese líquida de compostos de carbono; tal mecanismo é conhecido como o Ciclo de Calvin ou via das pentoses fosfato. Este ciclo é comum para todas as plantas – C3, C4 e MAC – embora C4 e CAM possuam mecanismos auxiliares de fixação das moléculas de carbono. Todo o carbono orgânico existente na biosfera passa/passou pelo ciclo de Calvin. Essa fixação ocorre no cloroplasto e compreende 13 reações catalisadas por 11 enzimas diferentes.
Os quatro passos principais são:
1. Carboxilação da ribulose 1,5-bifosfato (RuBP) para a produção de duas moléculas de 3-fosfoglicerato. Esta reação é catalisada pela Rubisco (ribulose 1,5 bifosfato carboxilase/oxigenase.
2. Redução do 3-fosfoglicerato a uma triose fosfato. Tal reação ocorre com gasto de ATP e NADPH.
3. Reorganização percursos primário, RuBP, em que 5 moléculas de 3 carbonos, que são rearranjadas para formar 3 moléculas de 5 carbonos (pentoses fosfato) e ocorre a liberação de duas moléculas de 3 carbonos para formar açúcares como a glicose (6 carbonos).
4. Para cada três voltas no Ciclo de Calvin, uma molécula de triose fosfato é regenerada, entrando novamente no ciclo de Calvin.
Essa redução do carbono no Ciclo de Calvin acontece no cloroplastos das células. Este ciclo é análogo ao ciclo de Krebs (que ocorre nas Mitocôndrias), e ao final de cada volta o composto inicial é regenerado (neste caso o composto é a RuBP).
Quando a molécula CO2  entra no ciclo de Calvin, ela covalentemente se liga a RuBP, formando um composto intermediário, instável, de 6 carbonos. Este composto intermediário quebra-se imediatamente em duas moléculas de 3 carbonos, o 3-fosfoglicerato (PGA).
A glicose representa o produto final da fotossíntese em equações resumidas. À medida em que a glicose (manose, galactose, xilose, etc) é produzida, ocorre a conversão para a forma de amido, o principal carboidrato de reserva das plantas.
 CICLO C4, CICLO C3 E MAC (CAM) 
Tais processos possuem suas vantagens e suas desvantagens.
O "Ciclo C3" é mais direto; gasta em torno 18 ATPs na fixação do CO2. Tal processo requer altas concentrações de água.
O "Ciclo C4" utiliza mais energia, cerca de 30 ATPs, porém não necessita de altas concentrações de CO2. É mais apropriado para ambientes secos.
O "MAC" (Metabolismo do Ácido das Crassuláceas, também conhecido pela sigla de seu nome em inglês "CAM") é comum em plantas de ambientes predominantemente áridos.
Diferenças Metabólicas e Evolutivas
Inicialmente incorporação de CO2 utiliza uma via adicional envolvendo moléculas de quatro carbonos. Em plantas em que isso ocorre são conhecidas como C4. O primeiro produto na incorporação do dióxido de carbono é o oxaloacetato (OAA) (uma molécula de quatro carbonos).
Estas plantas apresentam especificidades fisiológicas, bioquímicas e anatômicas que constituem o mecanismo C4.
Estas plantas apresentam uma alta taxa de fotossíntese líquida associado com um alto ponto de saturação de luz. Além disso, plantas C4 possuem uma afinidade extraordinariamente alta por CO2. Isto está relacionado com o fato destas plantas quase não realizarem fotorrespiração, aumentando assim a taxa fotossintética. Por causa desta alta afinidade por CO2, não existe inibição da fotossíntese por O2.
Uma característica anatômica particular é que suas folhas apresentam dois tecidos fotossintéticos distintos. Em um corte transversal pode-se observar as diferenças estruturais dos tecidos assimilatórios. Quando comparadas as plantas C3 observa-se que estes mesmo tecidos encontram-se instalados em duas camadas horizontais, os parênquimas paliçádicos e lacunosos, envolvendo a bainha vascular em camadas célulares.
Tais diferenças foram observadas em folhas de algumas gramíneas, que produzem matéria seca de proporções extraordinárias, como milho e cana-de-açúcar. Uma vez que o primeiro produto da fixação do dióxido de carbono era um composto de quatro carbonos, diferente do produto tradicional de três carbonos (3-fosfoglicerato). Por isso tal classificação entre plantas C3 e C4.
Tal característica possibilitou a plantas C4 a colonizarem regiões onde a disponibilidade de água e CO2 não precisavam ter níveis elevados. Uma vez que possuem os tecidos vegetais que são capazes de armazenar tais compostos. Apesar de utilizarem uma maior quantia de ATPs para a fixação do Carbono, a baixa fotorrespiração garante que não haja desvio de energia e gasto de foto-assimilados para a reintrodução de moléculas de Carbono desviadas do ciclo fotossintético para o de respiração celular; Tais plantas possuem um controle maior de sua condutância estomática, evitando perda excessiva de água e gasto energético.
A fotossíntese nas plantas C3 está ligada com a fotorrespiração; Tal processo se da pelo consumo de O2 e liberação CO2, em presença de luz, e este processo causa desperdício de ATP pela planta. A fotorrespiração é um mecanismo diferente do que ocorre na mitocondria, pois este não vem acompanhado da fosforilação oxidativa, portanto não há produção de moléculas de ATP. Em condições normais, cerca de 50% do carbono fixado pela fotossíntese nas plantas C3 pode vir a ser reoxidado em CO2 durante a fotorrespiração. Processo que praticamente não ocorre em plantas C4.
O glicolato é principal substrato oxidado pela fotorrespiração das plantas C3. Este composto tem sua oxidação nos peroxissomos das células fotossintetizantes, e é formado pela quebra oxidativa da RuBP (Ribulose 1,5-bifosfato) pela Rubisco (Ribulose 1,5-bifosfato carboxilas. Isto ocorre devido a capacidade que a rubisco possui de promover a reação da RuBP tanto com CO2 quanto com O2: o nome completo desta enzima é RuBP carboxilase/oxidase, por conta da sua dupla atividade carboxilase/oxidase.
Quando a concentração de CO2 é alta e de O2 é baixa, a rubisco liga o CO2 à Ribulose 1,5-bifosfato para produzir 3-fosfoglicerato (PGA). Mas quando a concentração de CO2 é baixa e a de O2 é relativamente alta, a enzima age como oxigenase, combinando RuBP e O2 para produzir fosfoglicolato e PGA, ao invés de duas moléculas de PGA que são normalmente produzidas na carboxilação. O fosfoglicolato é então convertido em glicolato, que é o substrato oxidado durante a fotorrespiração.
Desta forma, como as plantas C4 possuem alta afinidade por CO2, diminuem a concentração relativa de O2 e limitam a fotorrespiração, já que o CO2 é essencialmente “bombeado” das células do mesófilo para as células da bainha vascular. Nas células do mesófilo acontece a via das moléculas de quatro carbonos, em que o CO2 é ligado a uma molécula de fosfoenolpiruvato –C4- formando o oxaloacetato e em seguida malato ou aspartato, dependendo da espécie.
O Metabolismo do Ácido das Crassuláceas (MAC - CAM), é baseado no fato de que muitas plantas suculentas armazenam quantidades de ácido, especialmente malato em suas folhas ou partes aéreas. Tais plantas fazem a fixação do CO2 durante o escuro usando parte da via C4 (enzima Fosfoenolpiruvato carboxilase ou PEP carboxilase).
Este mecanismo não é restrito somente à família Crassulaceae(porém como foi descoberto em plantas desta família, por concessão acabou recebendo este "apelido"), é também encontrado em algumas famílias de Angiospermas. As plantas CAM são especialmente adaptadas a ambientes áridos. Este mecanismo possibilitou uma maximização da eficiência do uso da água.
Normalmente as plantas CAM perdem de 50 a 100g de água por grama de CO2 fixado, enquanto que plantas C4 e C3 perdem 250 a 300g e 400 a 500g de água, respectivamente, por grama de CO2 fixado. Assim, em ambientes de deserto, o metabolismo CAM significou uma vantagem adaptativa.
O mecanismo CAM é similar em muitos aspectos ao ciclo C4, mas existem diferenças importantes. 
Em plantas C4, a formação de ácidos de quatro carbonos é separada espacialmente, mas não temporalmente, da descarboxilação dos ácidos de quatro carbonos e refixação do CO2 resultante pelo ciclo C3. Adaptações anatômicas foram necessária para esta separação espacial ocorrer, demandando um grande gasto energético para a diferenciação de células e formação/produção de um tecido.
Em plantas CAM, por outro lado, a formação dos ácidos de quatro carbonos é separada temporalmente, mas não espacialmente da descarboxilação e refixação. Portanto, as plantas CAM não necessitam da anatomia observada em plantas C4, caracterizando um menor gasto energético, uma vez que não ha produção de um tecido especializado.
Tipicamente as plantas CAM abrem seus estômatos durante a noite e os mantém fechados durante o dia. Abrir os estômatos apenas com as temperaturas mais baixas da noite, confere uma maior eficiência do uso da água, uma vez a perda na transpiração é menor.
Isto minimiza a perda de água, já que H2O e CO2 possuem a mesma via de difusão.
As células fotossintetizantes das plantas CAM, possuem a capacidade de fixar CO2 no escuro via Fosfoenolpiruvato carboxilase. O ácido málico assim formado é armazenado no vacúolo,e não em um tecido como nas plantas C4.
Durante o período seguinte de luz, o ácido málico é descarboxilado e o CO2 é transferido para a RuBP no ciclo de Calvin, no interior da mesma célula (separação apenas temporal).
Desta forma, as plantas CAM são amplamente dependentes da acumulação noturna de dióxido de carbono, pois seus estômatos permanecem fechados durante o dia, evitando a perda de água.
As plantas possuem muitos mecanismos que maximizam o suprimento de água e CO2 durante o desenvolvimento e a reprodução. Existem algumas plantas que são conhecidas como “CAM facultativas”; tais plantas  realizam metabolismo C3 sob condições normais, porém ao passarem por algum tipo de estresse são capazes de alterar seu metabolismo para CAM.  Tal regulação requer a expressão de numerosos genes, que desencadeiam diversas alterações estruturais no interior da células, além de diversa síntese hormonais como o ABA (ácido abscísico).